# Hasemania hanseni
Hasemania hanseni är en fiskart som först beskrevs av Fowler, 1949.  Hasemania hanseni ingår i släktet Hasemania och familjen Characidae. Inga underarter finns listade i Catalogue of Life.